# Остров
О́стров — участок суши (обычно естественного происхождения) в океане, море, озере или на реке, окружённый со всех сторон водой и постоянно возвышающийся над водой даже в период наибольшего прилива. От континентов острова отличаются меньшими размерами.
Самым большим по площади островом принято считать Гренландию, которая приблизительно в три раза меньше самого малого континента — Австралии. Группа морских островов, расположенных поблизости друг от друга, называется архипелагом (например, Малайский архипелаг). Ряд небольших островов, вытянутых в одном направлении, называется грядой (например, Курильская гряда).
В Солнечной Системе за пределами Земли единственными известными примерами островов являются острова на спутнике Сатурна Титане.

## Разновидности островов
Острова различаются в зависимости от происхождения и их расположения относительно материков. При этом основным является деление островов на расположенные в морских водоёмах и в пресных.
Исходя из географического расположения, острова в океанах и морях подразделяются на континентальные (материковые), переходной зоны и океанические.
По происхождению острова, расположенные в морях и океанах делятся на:
- Материковые острова
- Вулканические острова
- Коралловые острова, атоллы
- Искусственные острова

Среди островов рек и озёр различают наносные и эрозионные; речные острова подразделяются также на пойменные и русловые. В отдельную группу выделяют «искусственные острова», которые возникают в результате человеческой деятельности: насыпки грунта или строительства каналов. Также существуют «плавучие острова».
Континентальные острова располагаются в пределах подводной окраины материков и как правило сложены коренными породами или образованы аккумулятивной деятельностью волн и прибоя. В их число входят наиболее крупные — Гренландия, Новая Гвинея, Калимантан, Мадагаскар и другие.
Острова переходной зоны, как правило, вулканического происхождения, однако встречаются и коралловые.
Океанические острова располагаются в пределах океанического ложа и на срединно-океанических хребтах. Они в основном вулканического или кораллового происхождения.
Острова, расположенные в пресных водоёмах, подразделяются на наносные и эрозионные. Наносные образуются в результате аккумуляции осадков в русле или береговой зоне озера. Эрозионные острова возникают в результате обтекания рукавами рек останца, сложенного коренными породами или аллювием, а также по причине абразионного отчленения выступающего участка приозёрной суши.
Окружённая водой со всех сторон суша также может быть скалой. Считать выступающую над поверхностью воды сушу скалой или уже островом — существенный довод в международных спорах о делимитации границ: см. например территориальный спор между Украиной и Румынией.
В зависимости от наличия населения выделяют обитаемые и необитаемые острова.

## Крупнейшие острова Земли
Острова площадью более 30 000 км²:
| №  | Название острова             | Площадь в км² | Страна                           |
| -- | ---------------------------- | ------------- | -------------------------------- |
| 1  | Гренландия                   | 2 175 600     | Дания                            |
| 2  | Новая Гвинея                 | 790 000       | Индонезия и Папуа — Новая Гвинея |
| 3  | Калимантан (Борнео)          | 737 500       | Бруней, Индонезия, Малайзия      |
| 4  | Мадагаскар                   | 587 041       | Мадагаскар                       |
| 5  | Баффинова Земля              | 507 451       | Канада                           |
| 6  | Суматра                      | 425 000       | Индонезия                        |
| 7  | Великобритания               | 229 946       | Великобритания                   |
| 8  | Хонсю                        | 227 414       | Япония                           |
| 9  | Виктория                     | 217 291       | Канада                           |
| 10 | Элсмир                       | 196 236       | Канада                           |
| 11 | Сулавеси                     | 174 600       | Индонезия                        |
| 12 | Южный остров                 | 150 737       | Новая Зеландия                   |
| 13 | Ява                          | 132 000       | Индонезия                        |
| 14 | Северный остров              | 114 050       | Новая Зеландия                   |
| 15 | Ньюфаундленд                 | 108 860       | Канада                           |
| 16 | Куба                         | 105 007       | Куба                             |
| 17 | Лусон                        | 104 688       | Филиппины                        |
| 18 | Исландия                     | 102 828       | Исландия                         |
| 19 | Минданао                     | 94 630        | Филиппины                        |
| 20 | Ирландия                     | 84 406        | Великобритания и Ирландия        |
| 21 | Хоккайдо                     | 78 073        | Япония                           |
| 22 | Гаити                        | 76480         | Гаити и Доминиканская Республика |
| 23 | Сахалин                      | 76400         | Россия                           |
| 24 | Банкс                        | 70 028        | Канада                           |
| 25 | Шри-Ланка                    | 65 268        | Шри-Ланка                        |
| 26 | Тасмания                     | 60 637        | Австралия                        |
| 27 | Девон                        | 55 247        | Канада                           |
| 28 | Северный остров, Новая Земля | 48 904        | Россия                           |
| 29 | Огненная Земля (Исла-Гранде) | 47 992        | Аргентина и Чили                 |
| 30 | Земля Александра I           | 43 200        | Антарктида                       |
| 31 | Аксель-Хайберг               | 43 178        | Канада                           |
| 32 | Мелвилл                      | 42 149        | Канада                           |
| 33 | Саутгемптон                  | 41 214        | Канада                           |
| 34 | Маражо                       | 40 100        | Бразилия                         |
| 35 | Западный Шпицберген          | 39 044        | Норвегия                         |
| 36 | Кюсю                         | 36 555        | Япония                           |
| 37 | Новая Британия               | 36 514        | Папуа — Новая Гвинея             |
| 38 | Тайвань                      | 35 801        | Тайвань                          |
| 39 | Хайнань                      | 33 572        | Китай                            |
| 40 | Остров Принца Уэльского      | 33 339        | Канада                           |
| 41 | Южный остров, Новая Земля    | 33 275        | Россия                           |
| 42 | Ванкувер                     | 31 285        | Канада                           |
| 43 | Тимор                        | 30 777        | Восточный Тимор и Индонезия      |

См. также списки крупнейших островов по площади (более 5000 км²) и по населению (свыше 1 млн чел).

## Острова, разделённые между странами
Три государства
- Калимантан —  Бруней,  Индонезия,  Малайзия

Де-факто три государства
- Кипр —  Республика Кипр, самопровозглашённая  Турецкая Республика Северного Кипра, базы Великобритании —  Акротири и Декелия

Два государства
- Большой Уссурийский —  Россия,  Китайская Народная Республика
- Гаити —  Гаити,  Доминиканская Республика
- Ирландия —  Великобритания,  Ирландия
- Куба —  Куба, на острове также расположена экстерриториальная база США  Гуантанамо
- Мальта —  Мальта,  Мальтийский орден (форт Сант-Анджело)
- Меркет —  Финляндия,  Швеция
- Новая Гвинея —  Индонезия,  Папуа — Новая Гвинея
- Огненная Земля —  Аргентина,  Чили
- Сен-Мартен —  Нидерланды,  Франция
- Тимор —  Восточный Тимор,  Индонезия
- Узедом —  Германия,  Польша

## Острова-рекордсмены
- крупнейший по площади остров в мире: Гренландия (Дания, площадь около 2 млн км²)
- крупнейший по площади остров России: Сахалин (Тихий океан)
- самый северный остров в мире: Каффеклуббен (Дания, Северный Ледовитый океан)
- самый южный остров (не окруженный полностью вечными льдами) в мире: остров Росса
- остров с наибольшим населением: Ява (Индонезия, нас. более 140 млн, 2010 г.)
- остров с крупнейшим городом: Хонсю (Япония, г. Токио)
- крупнейший по площади остров в пресных водах: Маражо (Бразилия, устье Амазонки)
- остров с наивысшей точкой над уровнем моря: Новая Гвинея (Индонезия, пик Пунчак Джая)
- самый удаленный (от любого другого участка суши) остров: остров Буве (Норвегия, Атлантический океан)

## Юридическое различие острова и скалы
Факт того, считается ли участок суши скалой или островом, может иметь значительные экономические и политические последствия в соответствии со статьёй 121 Конвенции Организации Объединённых Наций по морскому праву, которая гласит:

1. Остров представляет собой естественно образованное пространство суши, окруженное водой, которое находится выше уровня воды при приливе.
2. За исключением, предусмотренным в пункте 3, территориальное море, прилежащая зона, исключительная экономическая зона и континентальный шельф острова определяются в соответствии с положениями настоящей Конвенции, применимыми к другим сухопутным территориям.

3. Скалы, которые не пригодны для поддержания жизни человека или для самостоятельной хозяйственной деятельности, не имеют ни исключительной экономической зоны, ни континентального шельфа.— 
Однако судебная практика Международного суда ООН иногда игнорирует островки, независимо от статуса обитания на них; так произошло в 2009 году при рассмотрении спора между Румынией и Украиной и ещё ранее в споре между Ливией и Мальтой.

## Островные государства
Островное государство — государство, полностью расположенное на острове или островах. Наибольшее число островных государств расположено в Океании, в Тихом океане. Крупнейшим островным государством по площади и по населению является Индонезия, расположенная в юго-восточной Азии.
Азия
- Бруней
- Восточный Тимор
- Индонезия
- Кипр
- Мальдивы
- Филиппины
- Шри-Ланка
- Япония

Америка
- Багамские острова
- Гаити
- Доминиканская Республика
- Куба
- Тринидад и Тобаго
- Ямайка

Африка
- Кабо-Верде
- Коморские острова
- Маврикий
- Мадагаскар
- Сан-Томе и Принсипи
- Сейшельские острова

Европа
- Великобритания[9]
- Ирландия
- Исландия
- Мальта

Океания
- Вануату
- Новая Гвинея
- Новая Зеландия
- Таити
- Фиджи
- и другие

Австралия — континент. Иногда его образно называют «остров-материк».